# Trollhättanské vodopády
Trollhätanské vodopády (švédsky Trollhättefallen) jsou kaskádové vodopády ve švédském městě Trollhättan. Nacházejí se na řece Göta älv, které spojuje jezero Vänern s průlivem Kattegat a překonává celkový výškový rozdíl 44 metrů, z čehož připadá 32 metrů na Trollhättanské vodopády, které mají šest stupňů.
Původně protékalo vodopády až 900 m³/s, ale od 17. století probíhaly práce na jejich regulaci. Roku 1832 byl dokončen plavební kanál se zdymadly, který umožnil lodím obeplout vodopády. Firma Vattenfall pak postavila dvojici vodních elektráren: v roce 1910 byla uvedena do provozu Olidan a v roce 1938 Håjum. Tok řeky byl sveden k turbínám elektráren, původní koryto se naplní vodou pouze v předem oznámených termínech během letní turistické sezóny. Tehdy protéká vodopády až 300 m³/s, návštěvníci mohou toto přírodní představení pozorovat z mostů Malgöbron a Oskarsbro. Každoročně se třetí pátek v červenci pořádá Den vodopádů (Fallens Dagar), městské slavnosti, jejichž součástí jsou různé soutěže a umělecká vystoupení.
Vodopády inspirovaly řadu umělců jako Esaias Tegnér nebo Andreas Achenbach. Podle legendy zde sídlil bůh Mími ze severské mytologie.